# Глорія Макапагал-Арройо
Глорія Макапагал-Арройо (Maria Gloria Macapagal-Arroyo, нар. 5 квітня 1947) — президент Філіппін з 2001 по 2010 рік. Дочка колишнього президента країни Діосдадо Макапагал. Перша в історії країни жінка — віцепрезидент (в 1998—2001).

## Життєпис
Народилася в передмісті Маніли Сан-Хуані.
Арройо була проголошена президентом в 2001 під час т. зв. Другої народної революції, в результаті якої був повалений президент Джозеф Естрада, якого звинувачували в розгулі корупції у країні. У 2004 Арройо здобула перемогу на чергових президентських виборах над актором Фернандо По — молодшим. У 2005 журнал «Форбс» назвав її четвертою за впливовістю жінкою світу (після держсекретаря США Кондолізи Райс, віцепрем'єра КНР У І, прем'єр-міністра України Юлії Тимошенко).
10 травня 2010 року відбулися чергові президентські вибори. Глорія Макапагал-Арройо не брала в них участь як кандидат.